# Elleanthus roseus
Elleanthus roseus är en orkidéart som beskrevs av Rudolf Schlechter. Elleanthus roseus ingår i släktet Elleanthus och familjen orkidéer.
Artens utbredningsområde är Ecuador. Inga underarter finns listade i Catalogue of Life.